# Jules Bianchi
Jules Lucien André Bianchi (Nizza, 1989. augusztus 3. – Nizza, 2015. július 17.) francia autóversenyző, Formula–1-es pilóta.
Autóversenyzői családból származott, alsóbb kategóriákban többször szerzett bajnoki címet. A Formula–1-be akkor került be, amikor a Ferrari 2011-ben szerződtette tesztpilótának. A következő évben a Force India tesztpilótai állását kapta meg, ahol összesen kilenc nagydíjhétvégén ülhetett az autóba az első szabadedzések alkalmával. Ugyan itt végül nem kapott versenyzői ülést, a 2013-as szezonban a Marussia F1 Team pilótájaként azonban bemutatkozhatott a Formula–1-ben. Első szezonjában az összesített 19. helyét szerezte meg, legyőzve ezzel csapattársát, a szintén újonc brit Max Chiltont. A Marussia megtartotta a párost a következő szezonra is, ahol Bianchi monacói nagydíjon elért kilencedik helyének köszönhetően megszerezték fennállásuk első pontjait, ez pedig nagyban hozzájárult ahhoz, hogy a csapat megmeneküljön a végcsődtől, és 2015-ben is a rajtrácson lehessenek.
A Japán Nagydíjon Bianchi életveszélyes sérüléseket szenvedett, miután a vizes aszfaltról lecsúszva az Adrian Sutil autóját mentő darunak csapódott. Azonnal kórházba vitték és megműtötték, ám a kómából sosem ébredt fel, és végül 285 napnyi küzdelem után, 2015. július 17-én éjjel elhunyt Nizzában. Ayrton Senna 1994-es balesete óta ő volt az első pilóta, aki versenyhétvégén szerzett sérülései következtében hunyt el.
A legtöbben óriási tehetségnek tartották, aki nagy karrier előtt állt a Formula–1-ben, a Ferrari ülésére is jó esélye volt. Pilótatársai csendes, halk szavú és barátságos embernek ismerték meg. Emlékére visszavonultatták a 17-es rajtszámot, amellyel utolsó évében versenyzett a Formula–1-ben. Tiszteletére 2017 januárjában szülővárosában utcát neveztek el róla.

## Származása, fiatalkora
Jules Bianchi autóversenyző családból származott. Nagyapja, az olasz Mauro Bianchi (aki révén olasz felmenői is voltak) háromszor nyerte meg a GT-világbajnokságot, valamint három, a világbajnokságba nem számító Formula–1-es versenyen is részt vett. Dédnagybátyja, a belga Lucien Bianchi pedig maga is Formula–1-es versenyző volt, aki 1959 és 1968 között 19 világbajnoki futamon vett részt, az 1968-as monacói nagydíjon felállhatott a dobogó legalsó fokára is (a futamon egyébként mindössze öt pilóta ért célba), valamint ebben az évben győzedelmeskedni tudott Le Mansban is egy Ford GT40 volánja mögött, társa Pedro Rodríguez volt. Lucien azonban az ezt követő évben életét vesztette Le Mansban, miután autója kigyulladt, és ő benne égett. Mauro ekkor fejezte be versenyzői pályafutását.
Jules 1989. augusztus 3-án látta meg a napvilágot a délkelet-franciaországi Nizza városában, Philippe és Christine Bianchi gyermekeként. Két testvére van: Tom és Mélanie. Jules az autóversenyzéssel hamar megismerkedett, ötéves korában kezdett el gokartozni. Első versenyzői élménye hatéves korából származik, amikor édesapja elvitte egy gokartpályára. 2003-ban leszerződött az olasz Maranello Karting Team gokartcsapathoz, Armando Filini irányítása alá.
Jules hosszú ideje volt kapcsolatban barátnőjével, Camille Marchettivel.

## Pályafutása

### Korai kategóriák
A gokartszériákban meglehetősen jól szerepelt, összesen ötször tudta elhódítani a bajnoki címet. 17 éves korától az FIA-elnök Jean Todt fia, Nicolas Todt volt a menedzsere, ő egyengette Bianchi pályafutását.
2007-ben váltott gokartról formulaautós versenyzésre. A Formula Renault 2.0 francia szériájában próbálta ki magát, ahol az SG Formula csapat pilótájaként rögtön első évében, a 13 verseny során összegyűjtött összesen 5 pole pozícióval, 11 pódiummal, 5 győzelemmel és 10 leggyorsabb körrel meg is nyerte a bajnokságot. Ugyanebben az évben részt vett a Formula Renault 2.0 Eurocup szériájában is, ahol 6 versenyen indult, 1 pole pozíciót, 1 leggyorsabb kört és 4 pontot begyűjtve pedig az összetett 22. helyén zárt, a bajnokságot a német Nico Hülkenberg nyerte.
2008-ban a Formula–3 Euroseries szériájában állt rajthoz, ahol a harmadik helyet szerezte meg 47 ponttal, Nico Hülkenberg (85 pont) és az olasz Edoardo Mortara (49,5 pont) mögött, és egyúttal a „Legjobb újonc” címet is elnyerte. Továbbá ez évben győzött az évente megrendezett Masters of Formula–3 versenyen, Zolderben. 2009-ben az ART csapatánál Formula–3 Euroseries világbajnok lett 6 pole pozícióval, 12 dobogóval és 9 győzelemmel, közel 40 pontos előnnyel a második helyezett Christian Vietoris előtt. A szezon folyamán Valtteri Bottas, Esteban Gutiérrez és Adrien Tambay voltak a csapattársai, mindannyian újoncok. Bianchi nyolc győzelmével már az utolsó előtti fordulóban, Dijon-Prenoisban bebiztosította világbajnoki címét, majd az utolsó, Hockenheimringen rendezett futamot is megnyerte. Versenyzett továbbá a brit Formula–3-as bajnokságban és a Formula Renault 3.5 szériájának monacói futamán is, ahol az SG Formula csapatánál, Kurt Mollekens autójával állt rajthoz, ám itt nem kaphatott pontokat, mert vendégpilótaként vett részt a versenyen. Indult a Macau Grand Prix-n is, ahol tizedik helyen ért célba. A 2009–2010-es GP2 Asia Series szezonban négyből három futamon állt rajthoz, és az összetettben a 11. helyen végzett, egy abu-dzabi harmadik helyet is begyűjtve.

### GP2-es és WSR évei
2010-ben a GP2-es szériába szerződött az ART Grand Prix csapathoz, és ismét a legjobb újonc lett a kategóriában, csapattársa a brit Sam Bird volt. A bajnokságban két pole pozíciót és pontokat is szerzett, mielőtt a Hungaroringen egy első körös baleset során megsérült. Az első kanyar után kipördült, és szemből ütközött a kínai Ho-Pin Tunggal, aminek következtében eltörött a második ágyéki csigolyája. Ekkor a bajnokság negyedik helyén állt. A kezdeti pesszimista hangok ellenére Bianchi felépült a következő futamra, és folytatta a bajnokságot. Végül a harmadik helyen végzett összetettben, négyszer állva fel a dobogóra, ám ebben az évben győzelmet nem tudott aratni. Előtte Sergio Pérez végzett, a bajnok pedig Pastor Maldonado lett hat győzelemmel (mindnyájan későbbi Formula–1-es pilóták). 2011-ben is maradt az ART Grand Prix csapatánál, és ez évben is 3. lett a bajnokságban Romain Grosjean és az olasz Luca Filippi mögött, 36 ponttal lemaradva a bajnok franciától. Ebben az évben Bianchi már ismét győzelmet ünnepelhetett: a brit nagydíj első futamát pole pozícióból indulva tudta megnyerni, ezen kívül pedig további öt alkalommal állhatott a dobogón. Csapattársa a GP3 előző szezonjának bajnoka, Esteban Gutiérrez volt. A GP2 Asia Series első két fordulójában is rajthoz állt, ahol a legelső futamot megnyerte Grosjean előtt,
továbbá negyedik lett a sprintversenyben, de utólag megbüntették, így a negyedik helyett végül a nyolcadik helyen zárt. A bajnokságban végül második lett Grosjean mögött.
2012-ben átigazolt a World Series by Renault 3.5 kategóriába, ahol 2009-ben egy futam erejéig már szerepelt, ezúttal egy teljes szezonra, a Tech 1 Racing csapathoz. Csapattársa Kevin Korjus, majd később Daniel Abt lett. A szezont a második helyen fejezte be, három győzelemmel (az első futamon is győzött, de akkor technikai vétség miatt kizárták).

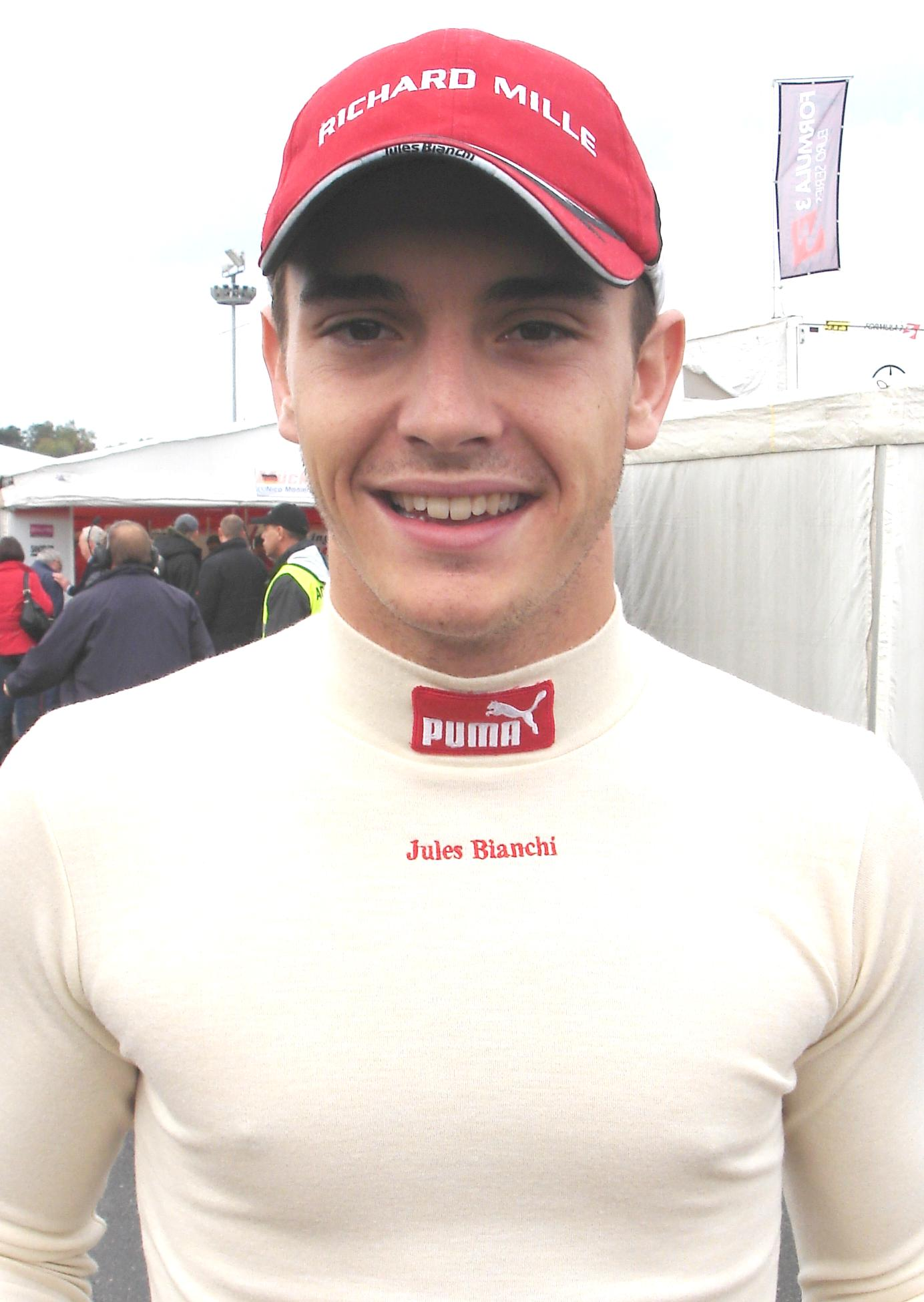
Jules Bianchi 2009 októberében

### Formula–1

#### Tesztpilótaként
Bianchi 2009 augusztusában került először kapcsolatba a Formula–1-gyel, miután a BBC és más források is hírbe hozták a Scuderia Ferrari csapat második ülésével, amely Felipe Massa Hungaroringen elszenvedett balesete során üresedett meg, ám ezt a pozíciót Luca Badoer kapta meg. Bianchi tesztelt a Ferrarival 2009 decemberében Jerezben, a fiatalok tesztjén, a három napból kettő során ő ülhetett az olaszok autójába (december elsején és másodikán). Rajta kívül a 2009-es olasz Formula–3-as bajnokság első három helyezettje, Daniel Zampieri, Marco Zipoli és Pablo Sánchez López kapott lehetőséget december 3-án. Bianchi annyira meggyőzte a Ferrari vezetőségét a teszt során, hogy ő lett az első pilóta, akit felvettek a Ferrari Driver Academy-be, valamint hosszú távú szerződést kötöttek vele, hogy a csapat berkein belül maradjon.
2010. november 11-én jelentette be a Ferrari, hogy a francia versenyző 2011-ben a tartalék- és tesztpilótájuk lesz, átvéve ezzel Luca Badoer, Giancarlo Fisichella és Marc Gené szerepkörét. Ezen felül a csapat megerősítette, hogy Bianchi fogja vezetni a csapat autóját az év végén, november 16-án és 17-én, Abu-Dzabiban megrendezendő kétnapos fiatal pilóták tesztjén. Bianchi ezzel párhuzamosan folytatta GP2-es karrierjét, mivel a Formula–1 lehetővé teszi teszt- és tartalékpilótái számára, hogy más szériákban is versenyezzenek. 2011. szeptember 13-án a Sauber F1 Team pilótája, valamint szintén Ferrari Driving Academy-tag Sergio Pérez társaságában tesztelte a Ferrari autóját Fioranóban, az akadémia programja során. Bianchi összesen 70 kört tett meg, és a legjobb köridőt futotta meg (1:00,213).
Év végén kölcsönbe a Sahara Force India csapathoz szerződött, ahol a következő szezonban 3. versenyzőként összesen kilenc alkalommal kapott vezetési lehetőséget a péntek délelőtti szabadedzéseken. A következő futamokon ülhetett autóba: kínai nagydíj, spanyol nagydíj, európai nagydíj, brit nagydíj, német nagydíj, magyar nagydíj, olasz nagydíj, koreai nagydíj és abu-dzabi nagydíj. Ezen felül pedig rész vett a teszteken, teljes körű csapattagként. Ezzel párhuzamosan teljesítette első szezonját a World Series by Renault 3.5 kategóriában, a Tech 1 Racing színeiben.
2013-ban, még marussiás szerződése bejelentése előtt megnyerte a Felipe Massa által szervezett jótékonysági gokartversenyt.

#### 2013 – debütálás a Marussiánál
Bár a Force India csapata végül nem biztosított neki pilótaülést, egy fordulat következtében mégis debütálhatott a királykategóriában. A Marussia F1 Team eredetileg Luiz Raziát szerződtette pilótának 2013-ra, ám szponzori gondok miatt a brazil szerződését végül felbontották, és bejelentették, hogy Bianchi vezeti az egyik autójukat abban az évben. Csapattársa a brit Max Chilton lett, akit már korábban leigazolt a csapat.
A szezonnyitó ausztrál nagydíj időmérő edzésén a 19. helyre kvalifikálta magát, háromnegyed másodpercet verve Chiltonra. A rajt után megelőzte Pastor Maldonadót és Daniel Ricciardót, és végül a 15. helyen ért célba debütáló futamán. Malajziában újra a 19. rajthelyre állhatott fel, miután 0,3 másodperccel maradt le a Q2-ről. Bár a rajtnál hátracsúszott, végül a kerékcserék során fel tudott kapaszkodni a 13. helyig, megverve ezzel csapattársát és a rivális kiscsapat, a Caterham mindkét pilótáját, Giedo van der Gardét és Charles Picet. A magyar nagydíjig minden időmérő edzésen, valamint minden futamon, amelyen mindketten célba értek Chilton előtt tudott végezni. A japán nagydíjra ő és Pic is 10–10 helyes rajtbüntetést kaptak, mivel a szezon során három megrovást gyűjtöttek össze. A mezőny végéről rajtoló francia futamának aztán egy van der Gardéval történt ütközés vetett idejekorán véget. Bianchi végül a 19. helyen zárt a 2013-as szezonban, megelőzve csapattársát, valamint a Caterham mindkét versenyzőjét.

#### 2014 – az első pontszerzés és az utolsó szezon
Még a 2013-as évad folyamán aláírta a hosszabbítását a Marussiával, ezt 2013. október 3-án jelentették be. Csapattársa, Max Chilton is maradt. A 2014-es szezont gyengén indította, csapattársával együtt lefulladt az autója az ausztrál nagydíj rajtrácsán, és bár a bokszutcából végül el tudtak rajtolni, csak Chilton tudott rangsorolt helyen célba érni, mivel Bianchi túl sok kör hátrányt szedett össze, és nem tudott bekerülni a 90%-os limit fölé (ha rangsorolják, 14. lett volna). A következő futamon Maldonadóval és Jean-Éric Vergne-nyel történt balesete miatt kiesett, ráadásul meg is büntették, az azt követő három versenyen pedig nem keltett különösebb feltűnést, rendszerint az utolsó helyeken osztozott csapattársával, valamint a Caterham és a 2014-re erősen visszaeső Sauber pilótáival.
Az eseményekben bővelkedő 2014-es monacói nagydíj hozta meg számára az „áttörést”, ahol (részben a rengeteg kiesőnek is köszönhetően) a nyolcadik helyen intették le, ám kétszer öt másodperces büntetése miatt végül hivatalosan a 9. lett. Bianchi váltócsere miatt csak a bokszutcából indulhatott, első büntetését azért kapta, mert Chiltonhoz és Gutiérrezhez hasonlóan rossz rajtkockába állt fel, és mivel biztonsági autó-fázis alatt töltötte le azt, a verseny végén újabb 5 másodpercet írtak hozzá az idejéhez. Időbüntetései ellenére a kilencedik helyen ért célba, ezzel a Marussia ötéves fennállása óta az istálló első pontjait szerezte meg. Eredménye több szempontból is kiemelkedően fontos volt csapata számára: nem csak azt jelentette, hogy ötödik szezonjukban végre feliratkozhattak a pontszerző csapatok listájára, de ezzel a két világbajnoki egységgel a Caterhamen kívül a 2014-ben nullázó Saubert is meg tudták előzni, ez pedig 10 millió dolláros pluszt jelentett az év végi elszámolásnál az anyagi gondokkal küzdő csapat számára, és hozzájárult ahhoz, hogy 2014 végén egy befektető felvásárolja a csődbe ment céget, és 2015-ben Manor F1 Team néven újra a rajtrácson lehessenek. A 2014-es silverstone-i teszt második napján, július 9-én Bianchi a Scuderia Ferrari F14 T kódjelű autóját vezetve a leggyorsabb kört futotta meg az edzésen részt vevők közül, megnyerve az aznapi tesztet.
A szezon kilenc futamából, amelyen ő és Chilton is célba értek, nyolc során Bianchi végzett előrébb, ezzel átvéve a csapat első számú pilótájának szerepét. Chilton csak kétszer esett ki, míg Bianchi öt alkalommal nem jutott el a kockás zászlóig, háromszor műszaki hiba miatt. Napokkal szuzukai balesete előtt úgy nyilatkozott, hogy készen áll arra, hogy átvegye az egyre inkább távozni készülő Fernando Alonso helyét a Ferrari csapatánál.

## Balesete és halála

### Előzmények

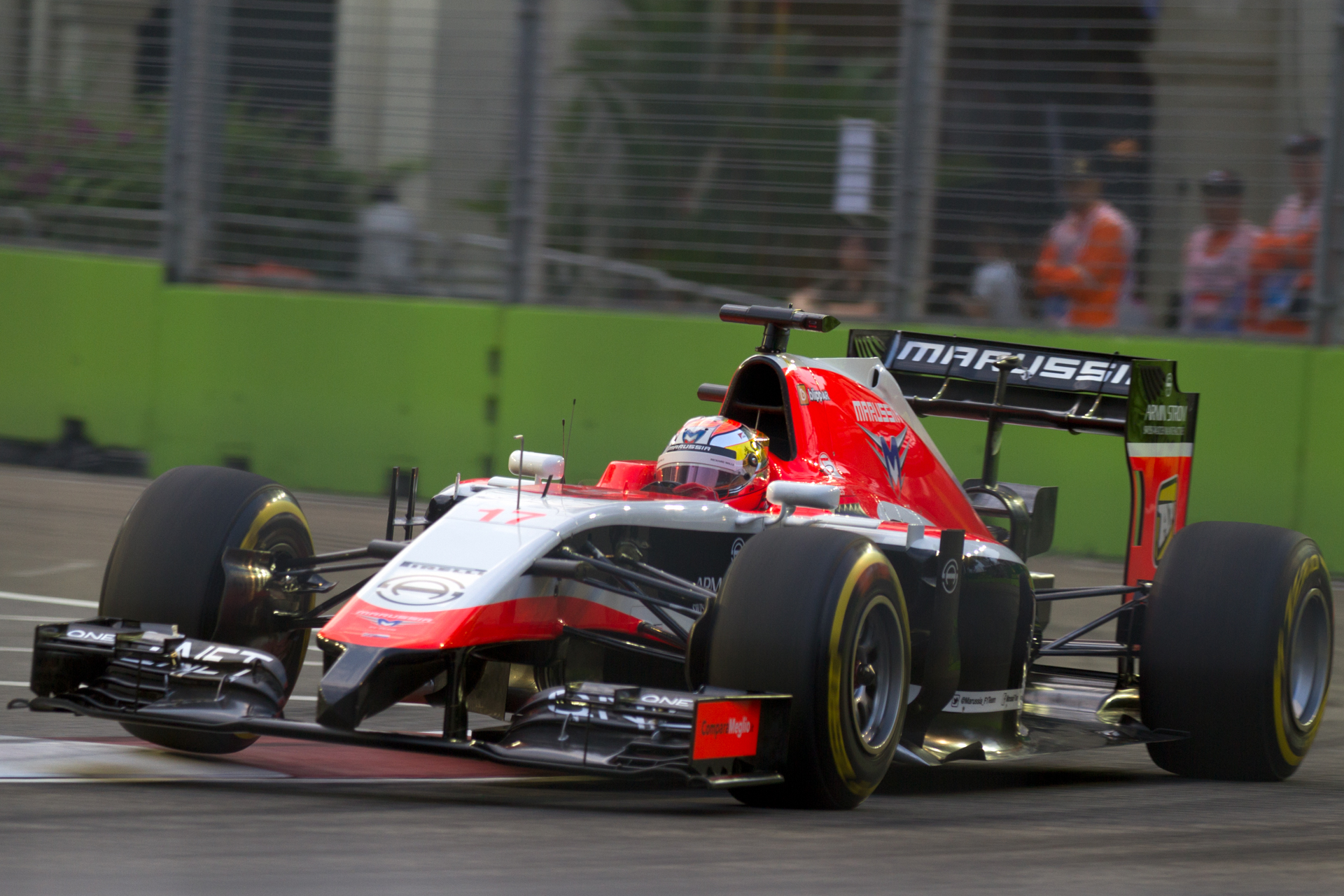
Bianchi Szingapúrban, a végzetes japán nagydíj előtti utolsó futamán. A fiatal francia az első pilóta Ayrton Senna óta, aki versenyhétvégén szerzett sérülései következtében hunyt el

A 2014-es japán nagydíjra a meteorológusok megjósolták a Fanfon tájfun megérkezését Japánba. Felmerült annak a lehetősége, hogy a nagydíjat korábban rajtoltatják el, ám ezt (főként az európai televíziónézők miatt) nem tették meg. A szombati időmérő edzést még száraz körülmények között rendezték (ezen Bianchi a 20. helyet szerezte meg, majd Maldonado és Vergne büntetése után a 18. rajtpozícióba állhatott fel), azonban vasárnapra, a futam kezdetére (helyi idő szerint 15:00-ra) megérkezett az ítéletidő Szuzukába. A pálya rendkívül vizes volt, és a látási viszonyok is nagyon rosszak voltak, ezért a futam a biztonsági autó mögül rajtolt el. Három kör megtétele után piros zászlóval megszakították a futamot, a pilóták a bokszutcában sorakoztak fel. Miután enyhébbre fordult az idő, szűk fél óra elteltével extrém esőgumikon elrajtolhattak a pilóták, ám a biztonsági autó egészen a 10. körig a mezőny előtt körözött. Ezután megkezdődött az „igazi” verseny, a pilóták többsége átmeneti esőgumikra váltott.

### A baleset
Bianchi átmenetileg a 3. helyen is autózott, majd kerékcseréi után Kobajasi mögé, a 20. helyre csúszott vissza. A 41. körben már sötétedett, és az időjárási viszonyok ismét rosszra fordultak, ezért Adrian Sutil Sauberje kicsúszott a Dunlop kanyar kijáratánál, és a falnak ütközött. Ekkor Bianchi előtte volt, ezért ő már elhagyta azt a pontját a pályának. Miután Sutil kiszállt az autójából, egy darus homlokrakodóval kezdték meg a mentését, az érintett szakaszon dupla sárga zászló volt érvényben. Mire sikerült megemelni a Sauber roncsát (42. kör), Bianchi is megérkezett a 7-es (Dunlop) kanyarhoz. Egy vízátfolyáson megcsúszhatott az autója (aquaplaning – az a jelenség, amikor egy autó kerekei megúsznak egy vízátfolyáson, ezért irányíthatatlanná válik), és teljes sebességgel a Sutilt mentő homlokrakodónak (oldalról, részben az alá) csapódott. Az autó műszerei alapján az ütközés 212 km/h-s sebességnél történt, a versenyzőt pedig az eredeti hírek szerint 92 g gyorsulásnak megfelelő erőhatás érte. (Későbbi vizsgálatok azonban kimutatták, hogy ennél sokkal súlyosabb, 254 g is lehetett a Bianchit érő ütés.) Szurkolói videókon tisztán látható, ahogy a becsapódó Marussia megemeli a rakodógépet, amelynek következtében Sutil autója visszazuhant a földre. Az ütközés ereje darabokra törte a Marussiát, Bianchi pedig azonnal elvesztette az eszméletét, és nem reagált sem a csapatrádióra, sem a versenybíróknak. A versenyirányítás beküldte a biztonsági autót és az orvosi autót, majd a 46. körben véglegesen leintették a futamot (a 44. kör eredménye alapján Hamilton győzött Rosberg és Vettel előtt). A baleset helyszínére az orvosi autón kívül több mentőautó és orvos is érkezett, akik stabilizálni próbálták az életveszélyes sérüléseket szerzett Bianchi állapotát. Percekig küzdöttek, majd stabilizálása után mentőautóval (rendőri kíséret mellett) vitték a pályakórházba, onnan pedig 32 perces úton a legközelebbi, 15 km-re lévő kórházba (Mie Egyetemi Kórház), mert a rossz időjárás miatt a mentőhelikopternek kockázatos lett volna felszállnia.

### Következmények

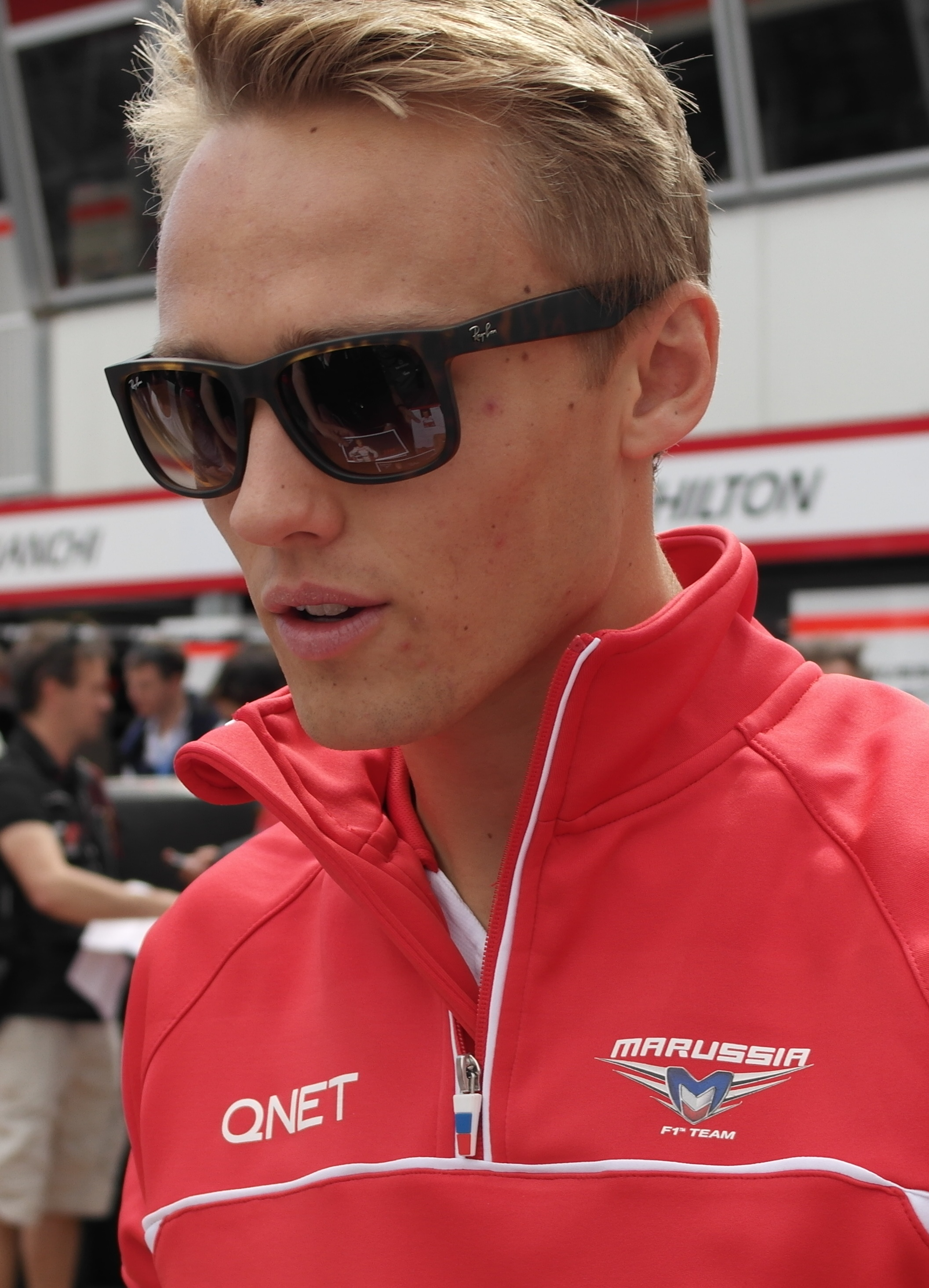
Max Chilton egykori csapattársának ajánlotta első Indy Lights győzelmét

Bianchit életveszélyes fejsérülésekkel szállították kórházba, ahol azonnal megműtötték, egy vérömlenyt távolítottak el az agyából. A kiadott közlemény szerint Bianchinak stabil, de életveszélyes volt az állapota a műtét után is, nem volt eszméleténél és lélegeztetőgép segítségére szorult. A baleset után két nappal kiderült, hogy a francia pilóta súlyos agykárosodást szenvedett, diffúz axonális károsodása van, ami a nagy erejű becsapódás következtében alakult ki. A betegek mindössze 10%-a épül fel egy ilyen jellegű sérülésből, és ők is tartós károsodást szenvedhetnek. Bianchi a Ferrari tehetségkutató programjának tagja volt, ezért Gerard Saillant professzor, az FIA orvosi bizottságának elnöke, valamint Alessandro Frati professzor, a Római La Sapienza Egyetem idegsebésze is Japánba utazott a csapat kérésére.
Hasonlóan cselekedett a Marussia igazgatója, Graeme Lowdon, valamint a csapatfőnök John Booth, rögtön a versenyt követően (utóbbi az orosz nagydíj után is mellette maradt). Ugyanígy tett továbbá a Ferrari csapatfőnöke, Marco Mattiacci és Felipe Massa is. Október 6-án Pastor Maldonado, valamint közös menedzserük, Nicolas Todt és Alessandro Alunni Bravi is meglátogatták Bianchit. Bianchi szülei ugyanezen napon érkeztek meg fiukhoz, három nappal később pedig Jules testvérei, Mélanie és Tom, valamint a francia pilóta legjobb barátja, Lorenzo Leclerc. A család köszönetét fejezte ki a rajongóktól kapott széles körű támogatásért.

### Versenyzői és csapatreakciók
A japán nagydíjat egy héttel később követő orosz nagydíjra a Marussia eredetileg Alexander Rossit nevezte Bianchi helyett, ám végül úgy döntöttek, hogy csak Chilton autóját indítják el a futamon.
A hétvége során a versenyzők különféle módokon tisztelegtek Bianchi előtt:
- A Marussia MR03 autójára felkerült a „#JB17” festés, amelyet az év minden további futamán és az azt követő évben a Manor autóján is rajta hagytak.[95]
- Minden pilóta egy „Tous avec Jules #17” feliratú matricát ragasztott a sisakjára,[96] amely ötlet élharcosa a honfitárs Jean-Éric Vergne volt.[97]
- A versenyzők a futam kezdetekor egyperces néma csenddel tisztelegtek Bianchi előtt.[98]
- A futam nyertese, Lewis Hamilton Bianchinak ajánlotta a győzelmét.[99]

A japán nagydíj utáni napon a Ferrari leköszönő elnöke, Luca di Montezemolo kijelentette, hogy Bianchit szerződtették volna harmadik számú pilótának, amennyiben 2015-től bevezették volna az ügyfélautókat, ami akkoriban valószínű lehetőségnek tűnt.
Az orosz nagydíj után a Marussia igazgatója, Graeme Lowdon kijelentette, hogy a Marussia a szezon hátralévő részére visszatér az eredeti, kétautós felálláshoz, ám a csapat még az amerikai nagydíj előtt csődeljárás alá került. A csapat pénzügyi támogatója, Andrej Cseglakov később azt nyilatkozta, Bianchi balesete kulcsszerepet játszott abban, hogy kiszállt a Formula–1-ből.
2015 márciusában, az ausztrál nagydíjat követően az újonnan alakult Manor F1 Team csapatfőnöke, a Marussia korábbi vezetője megemlékezett Bianchi előző évi monacói pontszerzéséről, amely a vele járó pénzdíj segítségével hozzásegítette a csapatot a csődeljárás utáni feltámadáshoz. Ezen felül a Manor tagjai a monacói nagydíj idején vörös, „Monaco 2014 P8 JB17” feliratú karszalag viselésével támogatták Bianchit.

### A vizsgálat
A baleset után az FIA vizsgálatot indított, hogy kiderítsék, hibáztak-e a szervezők, valamint hogy ki tehető felelőssé a súlyos baleset miatt. Az FIA az orosz nagydíjon adott ki különleges közleményt az ügyben, amelyből ugyan kiderült, hogy Bianchi lassított a balesete előtt a 7-es kanyarban, de az még nem, hogy hány km/h-nál történt az ütközés (ez a részlet csak később látott napvilágot). Továbbá tudatták, hogy az extra 37 perc, amely abból adódott, hogy helikopter helyett közúton kellett Bianchit kórházba vinni, nem befolyásolta a francia pilóta állapotát. Ezután az FIA részletes kutatásba kezdett a téren, hogy miképpen javíthatnának az autók pilótafülkéjének biztonságán, felmerült olyan javaslat is, hogy védőszoknyát helyezzenek el a mentőjárművek szélén, valamint új módszerek után néztek, amelyekkel lelassíthatnák a versenyzőket dupla sárga zászló ideje alatt. Ez utóbbira tekintettel született meg a döntés, hogy bevezetik az ún. virtuális biztonsági autót (VSC), amelynek lényege, hogy a biztonsági autó ugyan nem megy pályára, de a versenyzőknek kötelességük a szerint vezetni, ahogyan abban az esetben kell. Ezt a módszert a szezon utolsó három versenyén tesztelték.
Az orosz nagydíjat követő hétvégén az FIA e-mailben kérte a csapatokat, hogy adjanak át részükre minden elérhető adatot Bianchi balesetével kapcsolatosan, melyeket kizárólag az eset kivizsgálására felállított csoport vizsgált meg.
Egy héttel később különleges bizottság alakult, melynek szakértői között volt több korábbi pilóta és csapatfőnök, többek között Ross Brawn és Stefano Domenicali is. Összesen közel 400 oldalas jelentést készítettek a baleset körülményeiről, amit négy héttel később tettek közzé, és amely kimondta, hogy a szerencsétlenség miatt nem tehető egyetlen személy vagy szervezet sem felelőssé (így az FIA, a pályabírók és a Marussia sem), hanem a baleset a szerencsétlen véletlenek összejátszásának következménye volt (a pálya állapota, Bianchi megengedettnél nagyobb sebessége, valamint a darus homlokrakodó pályán elfoglalt pozíciója). Számos javaslatot tettek továbbá a biztonság javítására sérült jármű mentési ideje alatt, amelyek a következő szezontól léptek életbe, valamint megállapították, hogy nem lehetett volna enyhíteni Bianchi sérüléseit egy eltérő kialakítású pilótafülkével. A vizsgálat során napvilágot látott, hogy nem működött Bianchi fékek reakcióját befolyásoló „brake-by-wire” rendszere, a csapata ennek ellenére nem kapott büntetést.
A 2015-ös világbajnokságtól biztonsági okokból az FIA új szabályt hozott, ami szerint egy futam legalább négy órával szürkület/napnyugta előtt kell kezdetét vegye, ez alól csak a hivatalosan éjszaka, mesterséges fényviszonyok között rendezett futamok (Bahrein, Abu-Dzabi és Szingapúr) kivételek.

### Halála
2014 novemberében Bianchi mélyaltatása megszűnt, de továbbra is kómában maradt, állapota viszont elég stabil volt ahhoz, hogy hazaszállíthassák Franciaországba, és egy nizzai kórházban folytathassák rehabilitációját. Állapota azonban 2015-ben sem változott, és júniusra világossá vált, hogy kevés esély van a francia versenyző felépülésére. Ezt édesapja is megerősítette néhány nappal fia halála előtt a sajtónak adott interjújában, melyben azt is elmondta, a család számára nehezebb fiukat kómában látni, mintha elvesztették volna a balesetben.
Jules Bianchi kilenc hónapig feküdt kómában. Állapota nem javult, és végül szülei otthonához közel, egy nizzai kórházban hunyt el 285 nappal balesetét követően, 2015. július 17-én, pénteken éjjel, nem sokkal a 26. születésnapja előtt. Családja péntekről szombatra virradó éjszaka, hajnali 3 óra körül tudatta a sajtóval a hírt.
Bianchi ezzel az első pilóta Roland Ratzenberger és Ayrton Senna imolai tragédiája óta, aki versenyhétvégén szerzett sérüléseibe halt bele. A Formula–1 1950-től íródó története során Bianchi a 38. (az Indy 500 áldozatait leszámítva a 31.) ilyen pilóta.

### Emlékezete

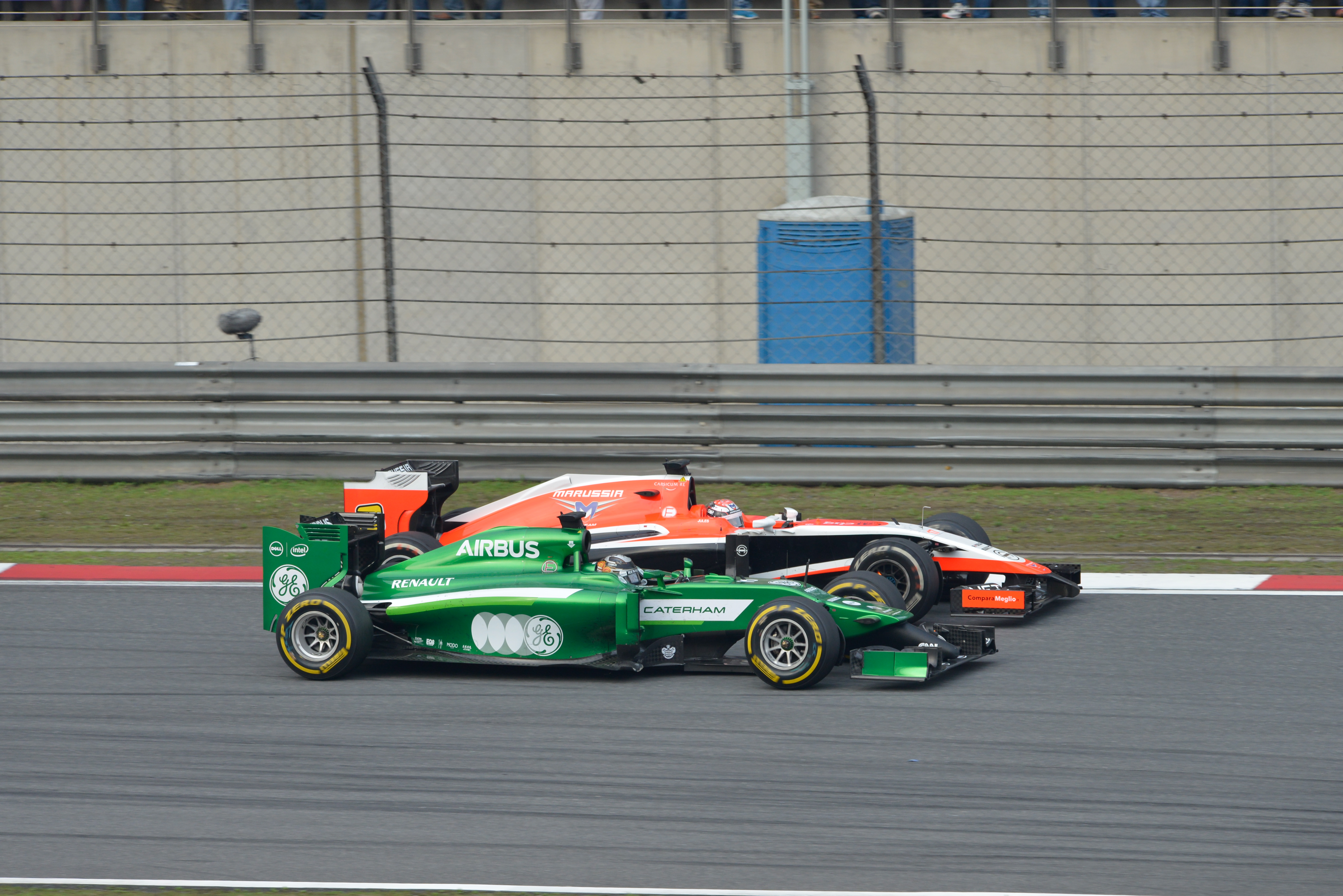
Kobajasi Kamui előzi Bianchit a 2014-es kínai nagydíjon. Bianchit társai tehetséges versenyzőnek és remek embernek tartották

A pilóták és a csapatok megrendüléssel fogadták Bianchi halálát. Mindannyiuk egyöntetű véleménye volt, hogy a fiatal francia pilótát egy kedves, halk szavú és tiszteletteljes egyéniségnek ismerték meg, aki ugyanakkor nagyszerű és elszánt versenyző is volt. Röviddel a hír bejelentése után részvétét nyilvánította a pilóták közül Max Chilton, Bianchi volt csapattársa, Alexander Rossi, az istálló akkori tesztpilótája, Valtteri Bottas, Jenson Button, Romain Grosjean, Daniel Ricciardo, Max Verstappen, Carlos Sainz Jr. és édesapja, Martin Brundle, Mario Andretti, Alan Jones, számos IndyCar- és DTM-pilóta, az ART Grand Prix (Bianchi Formula–3-as és GP2-es csapata), a GPDA, a World Series by Renault és a GP2 Series szervezői, valamint több Formula–1-es istálló is. Chilton egykori csapattársának ajánlotta továbbá első Indy Lights győzelmét is. Luca di Montezemolo Bianchi halála után azt nyilatkozta, hogy a fiatal franciának biztos ülése lett volna a Ferrarinál.
Bianchi temetésére 2015. július 21-én került sor szülővárosában, a Sainte-Réparate-katedrálisban. Utolsó útjára számos egykori pilótatársa elkísérte, úgymint Jean-Éric Vergne, Sebastian Vettel, Lewis Hamilton, Nico Rosberg, Jenson Button, Felipe Massa, Romain Grosjean, Valtteri Bottas, Nico Hülkenberg, Daniel Ricciardo, Esteban Gutiérrez, Roberto Merhi, valamint Alain Prost, Olivier Panis és a Marussia/Manor teljes menedzsmentje. A francia pilóta végakarata szerint hamvait a tengerbe szórták Monaco és Menton között. A július végi magyar nagydíjon a versenyzők gyászszünettel és (saját elmondásuk szerint) „mindent beleadva versenyezve” tisztelegtek Bianchi előtt, valamint egy „#CiaoJules” hashtag viselésével is megemlékeztek róla. A hungaroringi megemlékezésen Bianchi családja is részt vett, miután Bernie Ecclestone magángépével Magyarországra utaztak. A futamon győztes Sebastian Vettel Bianchinak ajánlotta győzelmét.
Az FIA hivatalos közleményben jelentette be, hogy 2015-től visszavonultatja a 17-es rajtszámot, amellyel Bianchi utolsó évében versenyzett, egyfajta tisztelgésül a francia pilóta emléke előtt, így ezentúl egy újonc pilóta sem választhatja majd ezt a számot a jövőben.
2015 decemberében Philippe Bianchi bejelentette, hogy II. Albert monacói herceggel közösen alapítványt hoznak létre fia emlékére, amellyel a tehetséges fiatal pilótákat kívánják támogatni. Továbbá pert indított a Nemzetközi Automobil Szövetség ellen a fia balesetét vizsgáló tanulmány eredménye miatt.
Bianchi tiszteletére 2017 januárjában szülővárosa, Nizza úgy határozott, hogy utcát neveznek el a pilótáról. A korábban Rue de Sapin nevet viselő utca (amely egyébként az OGC Nice labdarúgócsapatának stadionja mellett található) átkeresztelésére 2017. január 23-án került sor.

## Eredményei
| Szezon  | Bajnokság                          | Csapat             | Rajtszám    | Versenyszám | Győzelem    | Pole        | Leggyorsabb kör | Dobogós hely | Pont        | Helyezés    |
| ------- | ---------------------------------- | ------------------ | ----------- | ----------- | ----------- | ----------- | --------------- | ------------ | ----------- | ----------- |
| 2007    | French Formula Renault 2.0         | SG Formula         | 6           | 13          | 5           | 5           | 10              | 11           | 172         | 1.          |
| 2007    | Eurocup Formula Renault 2.0        | SG Formula         | 43          | 6           | 0           | 1           | 1               | 0            | 4           | 22.         |
| 2008    | Formula Three Euroseries           | ART Grand Prix     | 24          | 20          | 2           | 2           | 2               | 7            | 47          | 3.          |
| 2008    | Masters of Formula–3               | ART Grand Prix     | 24          | 1           | 1           | 0           | 0               | 1            | –           | 1.          |
| 2008    | Macau Grand Prix                   | ART Grand Prix     | 24          | 1           | 0           | 0           | 0               | 0            | –           | 9.          |
| 2009    | Formula Renault 3.5 Series         | SG Formula         | 26          | 1           | 0           | 0           | 0               | 0            | 0           | Hn          |
| 2009    | British Formula Three Championship | ART Grand Prix     | 91          | 4           | 0           | 2           | 2               | 3            | 0           | Hn†         |
| 2009    | Formula Three Euroseries           | ART Grand Prix     | 1           | 20          | 9           | 6           | 7               | 12           | 114         | 1.          |
| 2009    | Macau Grand Prix                   | ART Grand Prix     | 3           | 1           | 0           | 0           | 0               | 0            | –           | 10.         |
| 2009–10 | GP2 Asia Series                    | ART Grand Prix     | 7           | 6           | 0           | 1           | 2               | 1            | 8           | 11.         |
| 2010    | GP2 Series                         | ART Grand Prix     | 1           | 20          | 0           | 3           | 1               | 4            | 52          | 3.          |
| 2011    | GP2 Asia Series                    | Lotus ART          | 5           | 4           | 1           | 0           | 1               | 2            | 18          | 2.          |
| 2011    | GP2 Series                         | Lotus ART          | 5           | 18          | 1           | 1           | 0               | 6            | 53          | 3.          |
| 2011    | Formula–1                          | Scuderia Ferrari   | Tesztpilóta | Tesztpilóta | Tesztpilóta | Tesztpilóta | Tesztpilóta     | Tesztpilóta  | Tesztpilóta | Tesztpilóta |
| 2012    | Formula–1                          | Sahara Force India | Tesztpilóta | Tesztpilóta | Tesztpilóta | Tesztpilóta | Tesztpilóta     | Tesztpilóta  | Tesztpilóta | Tesztpilóta |
| 2012    | Formula Renault 3.5 Series         | Tech 1 Racing      | 8           | 17          | 3           | 5           | 7               | 8            | 185         | 2.          |
| 2013    | Formula–1                          | Marussia F1 Team   | 22          | 19          | 0           | 0           | 0               | 0            | 0           | 19.         |
| 2014    | Formula–1                          | Marussia F1 Team   | 17          | 15          | 0           | 0           | 0               | 0            | 2           | 17.         |

† - Bianchi vendégversenyzőként volt jelen, így nem kaphatott pontot a bajnoki értékelésben.

### Teljes Formula–3 Euroseries eredménysorozata
(Táblázat értelmezése)

(Félkövér: pole-pozícióból indult; dőlt: leggyorsabb kört futott) 

| Év   | Csapat         | 1        | 2        | 3       | 4        | 5        | 6        | 7        | 8       | 9       | 10      | 11      | 12      | 13       | 14       | 15       | 16      | 17      | 18       | 19      | 20      | Helyezés | Pont |
| ---- | -------------- | -------- | -------- | ------- | -------- | -------- | -------- | -------- | ------- | ------- | ------- | ------- | ------- | -------- | -------- | -------- | ------- | ------- | -------- | ------- | ------- | -------- | ---- |
| 2008 | ART Grand Prix | HOC 1 Ki | HOC 2 13 | MUG 1 3 | MUG 2 4  | PAU 1 Ki | PAU 2 26 | NOR 1 Ki | NOR 2 9 | ZAN 1 3 | ZAN 2 9 | NÜR 1 2 | NÜR 2 3 | BRH 1 22 | BRH 2 18 | CAT 1 Ki | CAT 2 3 | BUG 1   | BUG 2 17 | HOC 1 7 | HOC 2 1 | 3.       | 47   |
| 2009 | ART Grand Prix | HOC 1 5  | HOC 2 3  | MUG 1   | MUG 2 14 | PAU 1    | PAU 2 3  | NOR 1    | NOR 2 1 | ZAN 1   | ZAN 2 6 | NÜR 1   | NÜR 2 5 | BRH 1 Ki | BRH 2 Ki | CAT 1    | CAT 2 5 | BUG 1 2 | BUG 2 1  | HOC 1   | HOC 2 7 | 1.       | 114  |

### Teljes Formula Renault 3.5 Series eredménysorozata
(Táblázat értelmezése)

(Félkövér: pole-pozícióból indult; dőlt: leggyorsabb kört futott) 

| Év   | Csapat               | 1         | 2        | 3       | 4       | 5        | 6     | 7        | 8       | 9       | 10    | 11      | 12      | 13      | 14      | 15      | 16      | 17       | Helyezés | Pont |
| ---- | -------------------- | --------- | -------- | ------- | ------- | -------- | ----- | -------- | ------- | ------- | ----- | ------- | ------- | ------- | ------- | ------- | ------- | -------- | -------- | ---- |
| 2009 | KMP Group/SG Formula | ESP 1     | ESP 2    | BEL 1   | BEL 2   | MON 1 Ki | HUN 1 | HUN 2    | GBR 1   | GBR 2   | FRA 1 | FRA 2   | POR 1   | POR 2   | GER 1   | GER 2   | ARA 1   | ARA 2    | –        | 0    |
| 2012 | Tech 1 Racing        | ARA 1 Kiz | ARA 2 13 | MON 1 2 | BEL 1 2 | BEL 2 17 | GER 1 | GER 2 12 | RUS 1 2 | RUS 2 7 | GBR 1 | GBR 2 3 | HUN 1 3 | HUN 2 9 | FRA 1 4 | FRA 2 1 | ESP 1 7 | ESP 2 Ki | 2.       | 185  |

### Teljes GP2 eredménysorozata
(Táblázat értelmezése)

(Félkövér: pole-pozícióból indult; dőlt: leggyorsabb kört futott) 

| Év   | Csapat         | 1          | 2          | 3         | 4          | 5          | 6          | 7          | 8          | 9         | 10        | 11        | 12        | 13         | 14         | 15         | 16         | 17        | 18        | 19         | 20        | Helyezés | Pont |
| ---- | -------------- | ---------- | ---------- | --------- | ---------- | ---------- | ---------- | ---------- | ---------- | --------- | --------- | --------- | --------- | ---------- | ---------- | ---------- | ---------- | --------- | --------- | ---------- | --------- | -------- | ---- |
| 2010 | ART Grand Prix | ESP FEA Ki | ESP SPR 12 | MON FEA 4 | MON SPR 3  | TUR FEA Ki | TUR SPR 13 | EUR FEA 2  | EUR SPR Ki | GBR FEA 2 | GBR SPR 5 | GER FEA 5 | GER SPR 4 | HUN FEA Ki | HUN SPR Ni | BEL FEA 14 | BEL SPR Ki | ITA FEA 2 | ITA SPR 4 | UAE FEA 18 | UAE SPR 7 | 3.       | 52   |
| 2011 | Lotus ART      | TUR FEA 3  | TUR SPR 7  | ESP FEA 7 | ESP SPR Ki | MON FEA Ki | MON SPR 19 | EUR FEA Ki | EUR SPR 7  | GBR FEA 1 | GBR SPR 5 | GER FEA 4 | GER SPR 2 | HUN FEA 7  | HUN SPR 6  | BEL FEA 2  | BEL SPR 2  | ITA FEA 8 | ITA SPR 3 |            |           | 3.       | 53   |

### Teljes GP2 Asia Series eredménysorozata
(Táblázat értelmezése)

(Félkövér: pole-pozícióból indult; dőlt: leggyorsabb kört futott) 

| Év      | Csapat         | 1         | 2         | 3          | 4          | 5           | 6           | 7           | 8           | Helyezés | Pont |
| ------- | -------------- | --------- | --------- | ---------- | ---------- | ----------- | ----------- | ----------- | ----------- | -------- | ---- |
| 2009–10 | ART Grand Prix | UAE1 FEA  | UAE1 SPR  | UAE2 FEA 3 | UAE2 SPR 7 | BHR1 FEA 10 | BHR1 SPR Hn | BHR2 FEA 10 | BHR2 SPR Ki | 12.      | 8    |
| 2011    | Lotus ART      | UAE FEA 1 | UAE SPR 8 | SMR FEA 3  | SMR SPR Ki |             |             |             |             | 2.       | 18   |

### Teljes Formula–1-es eredménysorozata
(Táblázat értelmezése)

(Félkövér: pole-pozícióból indult; dőlt: leggyorsabb kört futott) 

| Év   | Csapat      | 1      | 2      | 3      | 4      | 5      | 6      | 7      | 8      | 9      | 10     | 11     | 12      | 13     | 14     | 15      | 16     | 17     | 18     | 19     | 20  | Helyezés | Pont |
| ---- | ----------- | ------ | ------ | ------ | ------ | ------ | ------ | ------ | ------ | ------ | ------ | ------ | ------- | ------ | ------ | ------- | ------ | ------ | ------ | ------ | --- | -------- | ---- |
| 2012 | Force India | AUS    | MAL    | CHN Tp | BHR    | ESP Tp | MON    | CAN    | EUR Tp | GBR Tp | GER Tp | HUN Tp | BEL     | ITA Tp | SIN    | JPN     | KOR Tp | IND    | UAE Tp | USA    | BRA | –        | –    |
| 2013 | Marussia    | AUS 15 | MAL 13 | CHN 15 | BHR 19 | ESP 18 | MON Ki | CAN 17 | GBR 16 | GER Ki | HUN 16 | BEL 18 | ITA 19  | SIN 18 | KOR 16 | JPN Ki  | IND 18 | UAE 20 | USA 18 | BRA 17 |     | 19.      | 0    |
| 2014 | Marussia    | AUS Hn | MAL Ki | BHR 16 | CHN 17 | ESP 18 | MON 9  | CAN Ki | AUT 15 | GBR 14 | GER 15 | HUN 15 | BEL 18† | ITA 18 | SIN 16 | JPN 20† | RUS    | USA    | BRA    | UAE    |     | 17.      | 2    |

† A versenyt nem fejezte be, de helyezését értékelték, mert a versenytáv több mint 90%-át teljesítette.

## Fordítás
- Ez a szócikk részben vagy egészben  a   Jules Bianchi című angol Wikipédia-szócikk ezen változatának fordításán alapul.  Az eredeti cikk szerkesztőit annak laptörténete sorolja fel. Ez a jelzés csupán a megfogalmazás eredetét és a szerzői jogokat jelzi, nem szolgál a cikkben szereplő információk forrásmegjelöléseként.